# 에르신 타타르
에르신 타타르(튀르키예어: Ersin Tatar, 1960년 9월 7일~)는 북키프로스 튀르크 공화국의 정치인으로, 2020년부터 대통령으로 재임 중이다. 국민단결당(UBP) 소속이며, 과거 북키프로스 총리를 역임하였다.

## 생애
에르신 타타르는 1960년 9월 7일, 니코시아에서 태어났다. 그의 부친 뤼스템 타타르(Rüstem Tatar)는 튀르키예계 키프로스 정치인이자 공직자로, 북키프로스 건국 과정에도 참여한 인물이다.
타타르는 영국 런던에서 중등 교육을 받았고, 이후 케임브리지 대학교 트리니티 칼리지에서 경제학을 전공하였다. 졸업 후에는 튀르키예 및 영국에서 금융 관련 업무에 종사하였다.

## 정치 경력
타타르는 2009년, 국민단결당 소속으로 북키프로스 재무장관으로 임명되며 정계에 입문하였다. 이후 2018년 국민단결당 당수로 선출되었고, 2019년부터 2020년까지 북키프로스 총리를 역임하였다.
2020년 대통령 선거에서 무스타파 아큰즈 대통령을 꺾고 당선되었으며, 10월 23일부터 대통령직을 수행하고 있다.

## 정책
에르신 타타르는 키프로스 통일 문제에 있어서 두 국가 해법(Two-state solution)을 지지한다. 그는 그리스계 키프로스와의 연방제 통일안에는 부정적이며, 북키프로스의 독립과 튀르키예와의 협력을 중시하는 입장을 견지하고 있다.

## 개인 생활
그는 결혼하여 자녀가 있으며, 튀르키예어와 영어에 능통하다.

## 같이 보기
- 북키프로스 튀르크 공화국
- 키프로스 분쟁
- 무스타파 아큰즈